# Maison de l'Enseigne du Pélican
La maison de l'Enseigne du Pélican est situé à Tours dans le Vieux-Tours, au 48 rue Colbert. Le monument fait l’objet d’une inscription au titre des monuments historiques depuis 1946,.